# La Crosse (Wisconsin)
La Crosse város az USA Wisconsin államában, La Crosse megyében, melynek megyeszékhelye is. Lakosainak száma 52 680 fő (2020. április 1.).

## Népesség
A település népességének változása:
| Lakosok száma | 3860 | 51 320 | 52 680 |
|               | 1860 | 2010   | 2020   |